# Heinrich Fürst zu Fürstenberg

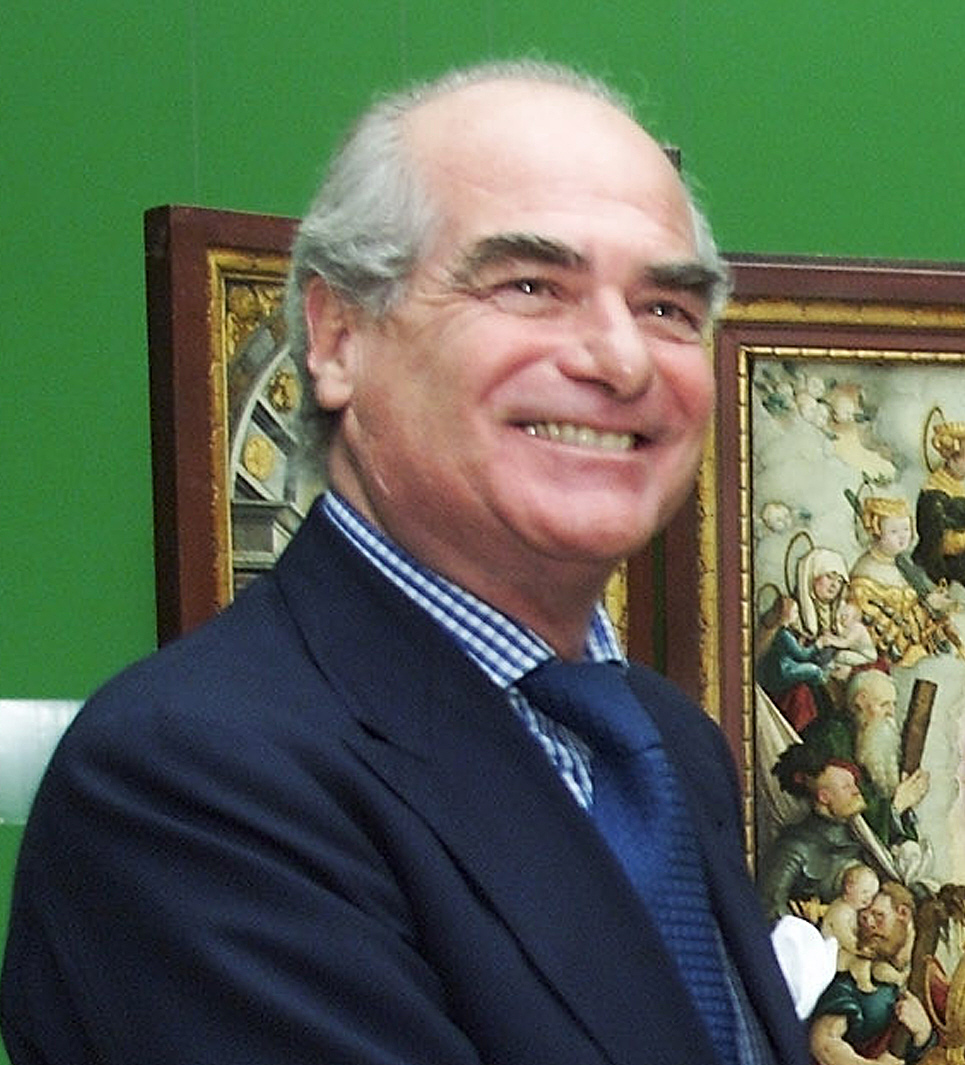
Heinrich zu Fürstenberg vor dem Wildensteiner Altar des Meisters von Meßkirch (2002)

Heinrich Fürst zu Fürstenberg (amtlicher Name: Heinrich Maximilian Egon Karl Prinz zu Fürstenberg; * 17. Juli 1950 auf Schloss Heiligenberg; † 11. Juli 2024 in Capalbio) war ein deutscher Unternehmer. Er entstammte dem in Donaueschingen ansässigen Fürstenhaus Fürstenberg und war ein Sohn von Joachim Egon Fürst zu Fürstenberg (1923–2002) und Paula Maria Eusébia Júlia Gräfin zu Königsegg-Aulendorf (1927–2019).

## Name, historische Titel und Anrede
Nach einer Melderegisterauskunft der Stadtverwaltung Donaueschingen lautet Fürstenbergs Name Heinrich Maximilian Egon Karl Prinz zu Fürstenberg.
In der Öffentlichkeit trat er nach dem Tod seines Vaters unter dem 1919 aufgehobenen Primogenitur-Titel Fürst zu Fürstenberg auf. Der vollständige Titel als Chef des Hauses im historisch-genealogischen Sinne lautete Fürst zu Fürstenberg, Landgraf in der Baar und zu Stühlingen, Graf zu Heiligenberg und Werdenberg, Freiherr zu Gundelfingen, Herr zu Hausen im Kinzigtal, Meßkirch, Hohenhöwen, Wildenstein, Waldsberg, Werenwag, Immendingen, Weitra und Pürglitz.
Fürstenberg ließ sich in der Selbstdarstellung als Seine Durchlaucht (S. D.) bezeichnen. Die Anredeformel ohne rechtliche Grundlage, die aus Höflichkeit im direkten persönlichen Umgang verwendet werden konnte, lautete Durchlaucht.

## Leben und Wirken
Fürstenberg legte in Wien die Matura ab und begann ein Studium der Volkswirtschaftslehre. Bevor er es abschloss, holte ihn sein Vater 1976 in die Familienbetriebe. Im selben Jahr heiratete er Maximiliane Prinzessin zu Windisch-Graetz.

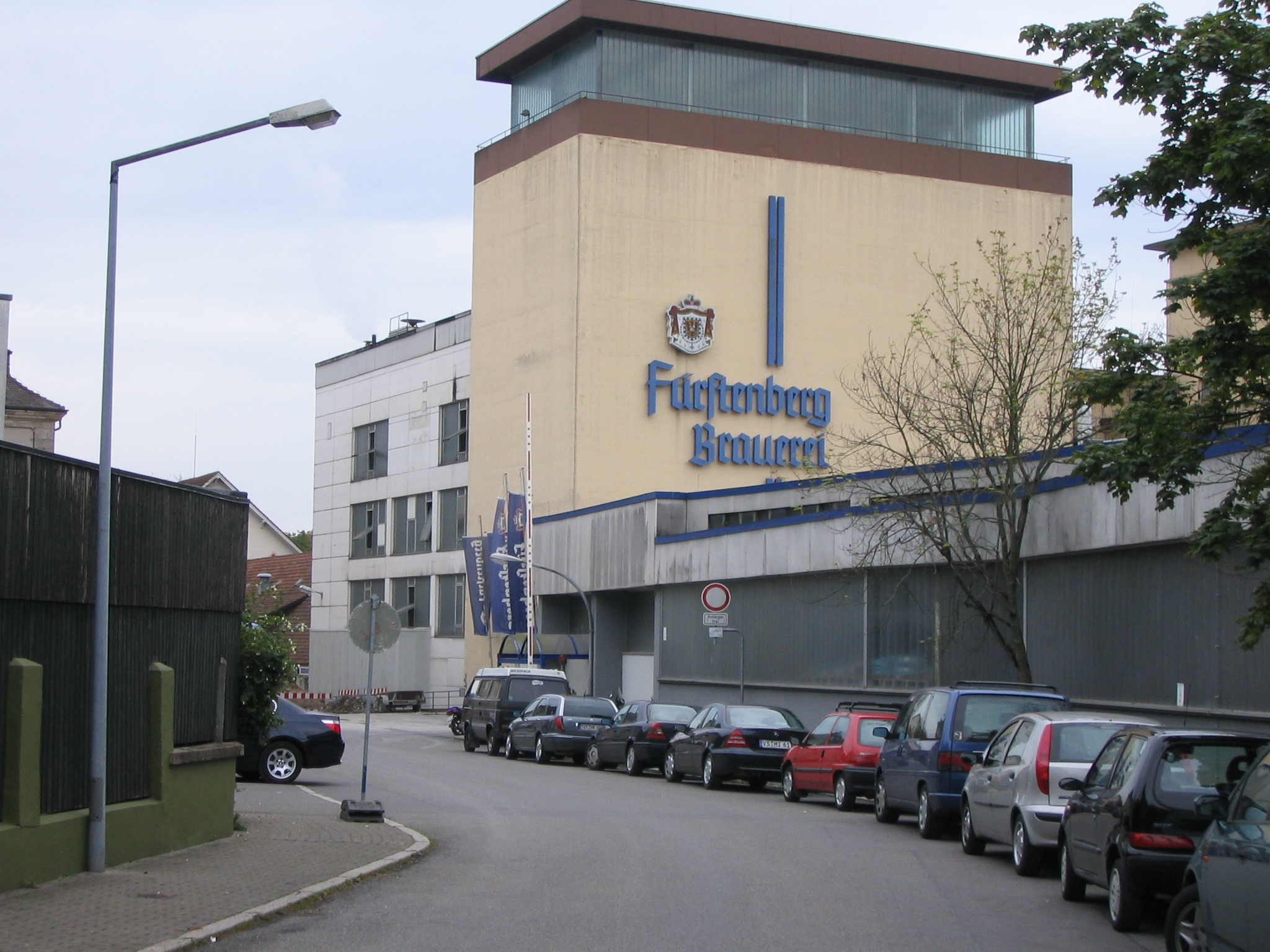
Fürstenberg-Brauerei in Donaueschingen (2005)

Zum Unternehmen, das Fürstenberg seit Anfang der 1990er Jahre leitete, gehörten verschiedene Unternehmen und 20.000 Hektar Wald samt Ländereien in Österreich und Kanada. Damit ist die Familie einer der größten privaten Waldbesitzer in Deutschland. Das Vermögen des Fürstenhauses wurde 2004 auf 700 Millionen Euro geschätzt. Als Erbe baute Fürstenberg mit der Lignis GmbH & Co. KG ein Unternehmen zur Holzvermarktung von insgesamt 52.000 Hektar Wald auf, an dem auch andere bedeutende ehemalige Fürstenhäuser beteiligt waren. Lignis wurde zunächst teilweise, 2012 schließlich vollständig von dem finnischen Papierkonzern UPM übernommen. Verluste in der Forstwirtschaft zwangen die Familie, der man in den 1990er Jahren einen verschwenderischen Lebensstil nachsagte, zu Verkäufen. Es wurden dabei der bekannte Weinkeller und Kulturgüter abgestoßen. 2004 musste Fürstenberg ein Herzstück der Familienunternehmen, die Fürstlich Fürstenbergische Brauerei, verkaufen. Vor dieser Veräußerung vermutete Der Spiegel 1993, dass 1500 Bedienstete jährlich rund 250 Millionen DM für das Fürstenhaus erwirtschafteten.
In einem 2006 publizierten Interview gab Fürstenberg Auskunft über die Beweggründe seiner umstrittenen Verkäufe. Die Kunstsammlungen bezeichnete er als „sozusagen nicht liquide Mittel, die dafür gedacht waren, dass, wenn’s mal nicht so gut läuft, man die vielleicht liquidieren kann, um dadurch den wirtschaftlichen Betrieben ein bisschen eine Stütze zu geben“. Die Brauerei sei nicht mehr allein lebensfähig gewesen. Als Unternehmensschwerpunkt benannte er den Forstbau, „der weiterhin der Hauptgeschäftszweig bleiben“ solle. Von kleineren Abschwüngen wolle man sich nicht beeindrucken lassen.

## Familie
Fürstenberg war seit dem 11. November 1976 mit Maximiliane Prinzessin zu Windisch-Graetz (geboren am 16. November 1952 in Triest) verheiratet. Sie engagiert sich sozial unter anderem für MS-Kranke und ist die Gründerin der als eingetragener Verein agierenden IMSED-Stiftung für MS-Kranke und erste Trägerin des AMSEL-Förderkreis Ursula-Späth-Preises.
Beim Erbe übersprang der Vater Joachim Egon den Erstgeborenen und übertrug den Besitz – offiziell aus steuerlichen Gründen – auf den ältesten von Heinrichs beiden Söhnen, Christian Joachim Maximilian. Der jüngere Sohn Antonius Hugo Egon heiratete 2011 Matilde Borromeo. Im Dezember 2011 wurden mit Wald und Äckern auch das Schloss Hohenlupfen an einen Landwirt veräußert.

## Öffentliche Wahrnehmung
Fürstenberg war Schirmherr bei den Donaueschinger Musiktagen und Patronatsherr der katholischen Stadtkirche St. Johann in Donaueschingen, für deren Sanierung er sich besonders engagierte. Außerdem war er Ritter des römisch-katholischen Malteserordens.
Auf öffentliche Kritik stieß, dass Fürstenberg die von seinem Vater Joachim Egon begonnene Veräußerung großer Teile der ererbten fürstlichen Sammlungen fortsetzte. 1994 wurden die Inkunabeln der Hofbibliothek Donaueschingen bei Sotheby’s versteigert. Ab 1999 wurden die Drucke der Hofbibliothek, darunter die Bibliothek Joseph von Laßbergs, verkauft, bis auf einen kleinen Restbestand, der vom fürstlichen Archiv verwaltet wird. Im Jahr 1993 war die wertvolle Handschriftensammlung an das Land Baden-Württemberg verkauft worden, 2001 folgte auch die Donaueschinger Nibelungenhandschrift C. Einen Großteil der berühmten altdeutschen Meister der Donaueschinger Sammlungen, unter anderem Werke des Meisters von Meßkirch, verkaufte Fürstenberg 2003 an den Unternehmer Reinhold Würth, die Graue Passion von Hans Holbein d. Ä. an die Staatsgalerie Stuttgart.

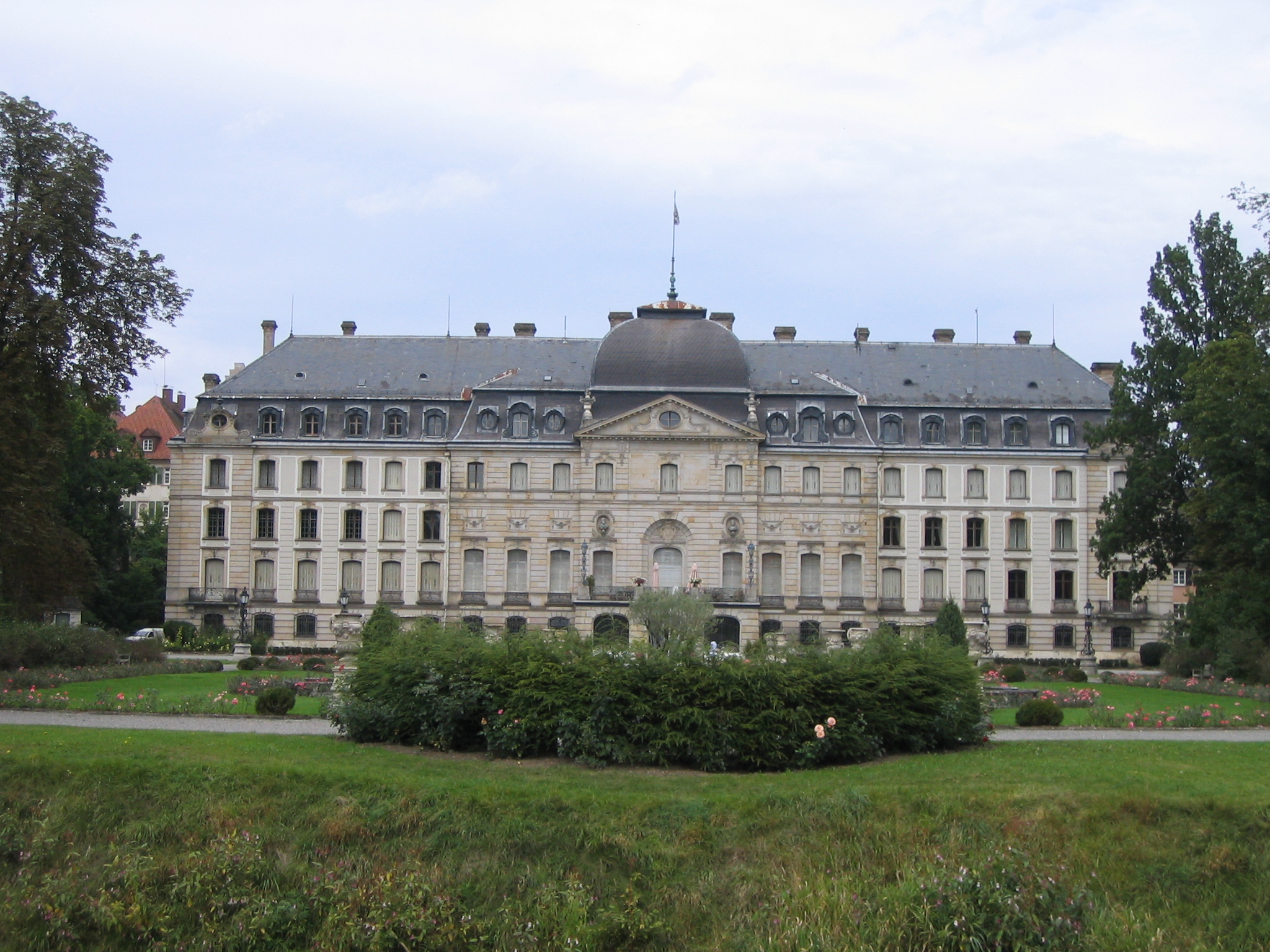
Donaueschinger Schloss (2005)

Im Jahr 2003 zog das Ehepaar Fürstenberg wieder in das Donaueschinger Schloss ein. Seitdem kam es wiederholt zu Konflikten, insbesondere um die Nutzung des Schlossparks und den Zugang zur Donauquelle. Die Stuttgarter Zeitung urteilte im April 2006: „Heinrich Fürst zu Fürstenberg hat es in Donaueschingen nach dem Tode seines hoch angesehenen, volksnahen und lebenslustigen Vaters Joachim („Fürst Joki“) geschafft, in der 21.500-Einwohner-Stadt in Rekordgeschwindigkeit unbeliebter zu werden, als es je ein Potentat vor ihm war.“
Zur Verstimmung zwischen den Bürgern und der früher für ihr Mäzenatentum bekannten Familie trug bei, dass Fürstenberg die finanzielle Kulturförderung nicht weiterführen wollte. Das Haus Fürstenberg zog sich auch aus dem von ihm gegründeten Internationalen Reitturnier zurück. Bis dahin waren Stadt und Fürstenberg je zur Hälfte an der veranstaltenden Gesellschaft beteiligt. Die Mitwirkung der Fürstenbergs an der Veranstaltung reduzierte sich damit auf die Namenspatenschaft, die Auslobung des Ehrenpreises und die Ausrichtung eines abendlichen Empfangs.